# Акт об ограничении апелляций
Акт об ограничении апелляций (англ. Statute in Restraint of Appeals) — принятый в 1533 году акт английского парламента, рассматриваемый многими историками как ключевой в юридическом обосновании английской реформации. Наряду с Актом о супрематии, Актом о престолонаследии, Актом об измене и Актом о викарных епископах утверждали авторитет Парламента и короля выше авторитета папы.
Этот акт, составленный Томасом Кромвелем по поручению короля Генриха VIII, запретил все обращения к папе римскому по религиозным или другим вопросам и сделал короля высшей юридической инстанцией в Англии, Уэльсе и других владениях Англии. Акт признавал Английское королевство империей, управляемой королём, который имеет статус императора, облечённого Всемогущим Богом всей полнотой власти, привилегией, полномочием, прерогативой и юрисдикцией отправлять правосудие и выносить окончательное решение, касающееся всех жителей или подданных в рамках этого королевства, по всем делам, предметам, спорам, возникающим в его пределах, без того, чтобы какие-либо иностранные монархи или власти мира ограничили или отменили данное решение. Английская корона признавалась императорской короной.
Историки Генриха объявили, что они могут проследить его родословную до Брута и времён падения Трои.
Эта мера имела далеко идущие последствия, сделав незаконным признание папского авторитета или следование папским предписаниям в вопросах церковных или веры, или любых других. Годом позже последовал первый Акт о супрематии, сделавший Генриха «на земле единственным высшим главой Церкви Англии, называемой лат. Anglicana Ecclesia, которая должна быть присоединена к императорской короне этого королевства». Подданные королевства должны были признать эти акты, поскольку (как акты парламента) они автоматически изменяли все предыдущие конституционные решения. Тот же, кто не делал этого, признавался государственным изменником и подлежал суду и казни, как это и произошло с Томасом Мором.
Данный акт позволил наконец Томасу Кранмеру дать королю Генриху долгожданный развод с Екатериной Арагонской, чтобы он мог жениться на Анне Болейн.
По мнению ряда историков, «Акт об ограничении апелляций», которым Генрих VIII распространил свой авторитет на духовные и мирские дела, и который подтвердила королева Елизавета I (1558—1603), имеет непосредственное отношение к возникновению концепции национальной идентичности в Англии.